# Soisbach
Der Soisbach ist ein rechter Zufluss zur Pielach bei Kirchberg an der Pielach in Niederösterreich.
Der Soisbach entspringt in Soisgegend nördlich des Anestberges (1092 m ü. A.) und fließt nach Norden ab. Bald fließen in ihn der Mirabach, der Langseitenbach, der Doppelgraben und der Schwarzengraben ein. Größter Zubringer ist der von rechts kommende Prinzbach, der unterhalb des Hohensteins (1195 m ü. A.) entspringt und über den Weiler Prinzbach abfließt, danach folgen der Eibenbergbach und der Rehgraben, bis der Soisbach den namensgebenden Ort Sois durchfließt und im nahen Kirchberg von rechts in die Pielach einmündet. Sein Einzugsgebiet umfasst 26,7 km² in teilweise bewaldeter Landschaft.